# Société civile immobilière
 (février 2024).
Si vous disposez d'ouvrages ou d'articles de référence ou si vous connaissez des sites web de qualité traitant du thème abordé ici, merci de compléter l'article en donnant les références utiles à sa vérifiabilité et en les liant à la section « Notes et références ».
En droit civil français, une société civile immobilière (SCI) est une société civile, qui a un objet immobilier. Elle est parfois également nommée société de gestion immobilière (SGI). Elle ne saurait être confondue avec la société civile de placement immobilier (SCPI), ni avec la société civile immobilière d’accession progressive à la propriété (SCIAPP), ni avec la coopérative d'habitants. 
Elle fait partie des sociétés civiles patrimoniales qui regroupent les SCI et les sociétés civiles de portefeuille (de gestion de valeurs mobilières).

## Présentation
Le recours à une SCI permet la détention d'un bien immobilier par plusieurs personnes et peut faciliter la transmission du bien. Cette forme de société exige deux associés minimum au moment de la création. Au cours de son existence, une SCI peut toutefois se retrouver détenue par un unique associé, mais cette situation ne peut être que transitoire.
Il existe une autre forme de société civile immobilière, la SCI de construction vente (SCICV) laquelle ne concerne pas les particuliers mais plutôt les professionnels (les promoteurs immobiliers).

## Mise en place
La création d'une SCI est simple, et les délais sont courts. Cette création est divisée en quatre étapes indispensables, à réaliser chronologiquement.

### Statuts
Les statuts de la société peuvent être rédigés par un acte sous seing privé ou par un acte authentique.  La SCI a une durée de vie limitée prévue dans ses statuts d'origine. Le Code civil dispose par ailleurs que cette durée ne peut être supérieure à 99 ans. Quant à une éventuelle prorogation, elle ne peut être décidée que par un accord entre associés, tant que la SCI existe.

### L'enregistrement au centre des impôts
Les statuts doivent être validés par le centre des finances publiques dont dépend le siège social de SCI. Cette procédure est gratuite. Cependant, depuis le 20 décembre 2014, cet enregistrement n'est plus nécessaire. C'est lors de l'étape de l'envoi au greffe du Tribunal de Commerce que celui-ci enverra les documents au centre des impôts auquel est rattaché le siège social du demandeur.

### La publication dans un journal d'annonces légales
La SCI doit publier dans un journal d'annonces légales les principales informations la concernant, à savoir sa dénomination sociale, son capital social, l'identité de son gérant, etc. 

### L'inscription au Tribunal de commerce
Le tribunal de commerce inscrit la SCI au Registre du commerce et des sociétés. Pour ce faire, la SCI doit avoir réalisé les démarches précédentes. Une fois que les documents demandés par le tribunal auront été fournis, la SCI se verra remettre son Kbis.

## Capitalisation
Le capital d’une SCI est appelé capital social, ce capital a une influence non négligeable sur la fiscalité, si bien que la nature même du capital va être définie par les objectifs de la SCI. La valeur comptable des parts sociales est égale à l’actif social (dont notamment les immeubles de la SCI) moins les dettes sociales (emprunt bancaire ou compte courant). Leur valeur vénale peut cependant être très différente, et dépend de multiples autres facteurs, dont leur liquidité, c'est-à-dire la possibilité de les revendre, qui est souvent faible.
On parle de capital social faible si le montant de l’actif net social est faible, c'est-à-dire lorsque la société a recouru à un emprunt pour acquérir les immeubles. À l’inverse, on parle de capital social fort lorsque l’actif net social est élevé, c’est-à-dire lorsque la société ne s’est pas endettée pour acquérir ses immeubles.
Le capital peut prendre une forme variable. Dans ce cas, le montant du capital minimum et maximum est déterminé dans les statuts. L'avantage est que ce dernier peut varier dans la limite de ces deux valeurs sans qu'il y ait de quelconques formalités à accomplir. La modification du capital dans ces conditions n'entraîne pas la publication d'une annonce légale ni de modification des statuts. Les nouveaux associés (non fondateurs) peuvent aussi conserver l'anonymat et ne pas figurer dans les statuts.

## Avantages
- C'est une bonne solution pour éviter les blocages pouvant naître de l'indivision, dans la mesure où le désaccord des associés n'empêche pas le(s) gérant(s) de la SCI de prendre les décisions nécessaires à la bonne gestion du patrimoine.
- Elle confère un avantage fiscal pour la transmission des parts, dans la mesure où - contrairement à l'immobilier détenu en direct, où seule la valeur « brute » est prise en compte - elle autorise la déduction d'un éventuel endettement pour déterminer la valeur de l'actif net qui sera l'assiette du calcul des droits de mutation.
- Elle offre un avantage patrimonial car une SCI peut être donnée partiellement sous forme de donation de parts sociales de manière plus souple qu'un bien immobilier qui suppose la création d'une indivision. Cette procédure, si elle est étalée dans le temps, permet de bénéficier des abattements disponibles dans le droit français pour les dons faits du vivant du donateur[5], et ainsi d'éluder ou de minorer les droits de succession[6]. De plus, la très grande liberté laissée par le législateur dans la rédaction des statuts de la société permet au donateur de garder le contrôle de la société avec très peu de capital en s'instituant gérant inamovible.
- Elle peut constituer une protection contre ses créanciers personnels (en raison de la difficulté de revente des parts).
- Elle peut permettre une alternative à la gestion classiquement lourde des biens immobiliers d'un incapable (gestion libre par le gérant dans la limite de l'objet social).
- La SCI à capital variable peut permettre l'entrée de nouveaux associés (personnes physiques ou personnes morales), sans apparaître dans les statuts.

## Points négatifs
- Les associés d'une SCI sont responsables indéfiniment des dettes[7] de la société sur leurs biens propres. Ainsi un créancier peut se retourner contre les associés pour le paiement des dettes, mais seulement après avoir vainement discuté celles-ci dans le patrimoine de la société. La responsabilité étant illimitée, mais non solidaire, les associés ne seront tenus des dettes dont la société ne peut s'acquitter qu'en proportion de leur participation dans le capital social. Attention donc aux associés incapables juridiquement (dont les mineurs).
- Pour que les éventuelles conséquences fiscales produisent tous leurs effets il faut veiller à ce que la SCI ait une réalité et réponde à de nombreuses obligations : juridiques, comptables et fiscales (Assemblée Générale annuelle, tenue d'une comptabilité…), qui peuvent engendrer des coûts.
- Il est recommandé, en amont de sa création, de soumettre le projet de SCI à un professionnel du Droit (notaire ou avocat), voire à un expert-comptable pour les aspects les plus techniques, et en particulier si l'option d'un assujettissement à l'impôt sur les sociétés est envisagée. Une SCI peut se révéler très utile à condition de savoir pourquoi — et donc comment — on la constitue. Avant sa création, on devra s’assurer de savoir dans quelle condition elle pourra potentiellement être dissoute un jour.
- L'objet de la société est essentiel. Pour bénéficier de la fiscalité transparente (imposition des associés à l'impôt sur le revenu des personnes physiques), cet objet doit être civil. Si la société exerce une activité commerciale[8], elle sera en effet soumise à l'impôt sur les sociétés[9].
- Se méfier de l’apparente simplicité juridique a priori de cette forme juridique de société.

## Comptabilité
Une fois la SCI immatriculée, le gérant doit tenir une comptabilité car :
- le fisc peut lui demander des justifications ;

- le gérant doit effectuer une présentation annuelle des comptes pour approbation par l'assemblée des associés. Cette obligation se justifie d'autant plus que les associés sont indéfiniment responsables des dettes sociales proportionnellement à leur apport.

Les SCI sont majoritairement des sociétés dites « fiscalement transparentes », c'est-à-dire que, sauf option pour l'impôt sur les sociétés, ce sont les associés qui sont personnellement redevables de l'impôt en fonction de leur catégorie d'imposition et à due proportion de leur participation au capital. Par exemple l'associé personne physique sera imposé selon les règles des revenus fonciers (loyers encaissés et charges décaissées).
L'option pour l'impôt sur les sociétés autorise la déduction de l'amortissement des immeubles du résultat fiscal. Cette option peut aussi être retenue dans une optique de capitalisation des revenus (la distribution de dividendes aux associés étant facultative). La SCI est alors qualifiée de « fiscalement opaque ».